# 両毛水産
両毛水産株式会社（りょうもうすいさん）は、群馬県高崎市問屋町に本社を置く企業。かつて群馬県内にスーパーマーケット「両水」（りょうすい、RYOSUI）をチェーン展開していた。高崎卸商社街協同組合（ビエント高崎）第2部会（食品）組合員。また、新日本スーパーマーケット協会（NSAJ、現・全国スーパーマーケット協会）正会員であった。

## 歴史
1946年（昭和21年）6月設立。「海産物問屋」を標榜し、生鮮食品を中心に取り扱うスーパーマーケット「両水」を高崎市や佐波郡玉村町に展開していた。往時の従業員数は250人であった。電話注文で合計金額が一定以上であれば商品を無料で宅配するサービスを実施しており、高齢者や子育て世帯を中心に支持を集めた。
2019年（令和元年）8月18日、玉村町から撤退。2020年（令和2年）9月30日、高崎市にあった最後の店舗を閉店した。

## かつて存在した店舗
- 新町店（高崎市新町2140-5）[4] - 2013年3月12日閉店[10]。跡地はフレッセイ新町店[11]。
- 並榎店（高崎市並榎町155-2）[4] - 2020年9月30日閉店[5]。跡地はスギドラッグ・スギ薬局調剤高崎並榎店[12]。
- 石原店（高崎市石原町3178）[4] - 2018年10月29日閉店[5]。跡地はセブン-イレブン高崎石原町（高崎市石原町3179-3）[13][14]。
- 玉村店（佐波郡玉村町大字福島540-1） - 2019年8月18日閉店[5]。跡地利用に関しては玉村町が近隣の住環境への影響を考慮しつつ、群馬県と協議しながら検討を進めている[15]。

## 関連会社
- 両毛フーズ株式会社[4]